# Perper czarnogórski

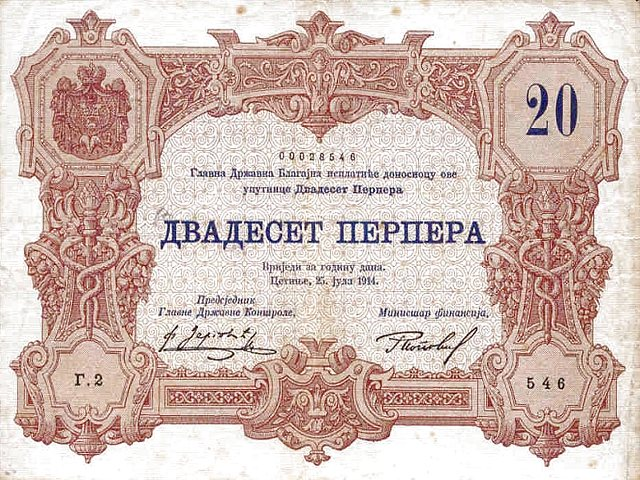
Banknot 20 perperów z 1914 r.

Perper czarnogórski (serb. Црногорски перпер) – jednostka monetarna Księstwa, a następnie Królestwa Czarnogóry (od 1906 do 1918 r.). Perper podzielony był na 100 para.

## Historia
Narodowa waluta Czarnogóry wprowadzona została do obiegu dopiero 4 maja 1909 r. na podstawie postanowienia księcia Mikołaja I, przyjętego jako prawo o walucie narodowej przez Parlament Czarnogóry w listopadzie 1910 r. Czarnogóra była jednym z ostatnich ówczesnych państw europejskich, które wprowadziło do obiegu własną walutę. Już od 1895 r. trwały rozmowy prowadzone w Wiedniu przez czarnogórskiego ministra finansów, Niko Matanovicia, w sprawie wybicia w Austrii monet dla Czarnogóry. Przed wprowadzeniem perpera w kraju używano waluty obcej, najczęściej austriackiej. Monety nowej waluty narodowej zostały wybite w mennicy w Wiedniu z powodu braku możliwości technicznych uczynienia tego na miejscu. Miejsce wybicia monet miało zapewne także wpływ na ich wygląd – rzuca się bowiem w oczy pewne podobieństwo do ówczesnej korony austriackiej. Banknoty czarnogórskie zostały wydrukowane również w Austrii (drukarnia w Pradze). Emisja z 1914 r. została wydrukowana w Cetynii, zaś z 1915 r. w Paryżu. Po zajęciu Czarnogóry przez wojska austriackie (styczeń 1916), monety srebrne i złote zostały przez Austriaków wycofane z obiegu i w 1917 r. zastąpione banknotami o uproszczonym rysunku, z podaną równowartością w koronach austriackich i z napisami w trzech językach: niemieckim, chorwackim i albańskim. Po zakończeniu wojny (1918) i wchłonięciu Czarnogóry przez Królestwo SHS, perper został zastąpiony dinarem w stosunku 1:1 przy wymianie do 5000 perperów. Powyżej tej sumy wymieniano perpery na dinary w stosunku 2:1. Obecnie perper jest dosyć rzadką monetą na rynku kolekcjonerskim, a nominały od 5 perperów w górę są prawdziwymi rarytasami numizmatycznymi. Cenna kolekcja monet w walucie czarnogórskiej wystawiona jest na widok publiczny w dawnym pałacu królewskim w Cetynii. Monety te posiadał także w swojej kolekcji, sprzedanej przez londyński dom aukcyjny Sotheby's, król Egiptu Faruk I.